# Белый дом (Роттердам)
Белый дом — офисное здание в Роттердаме, Нидерланды, считающееся «первым небоскрёбом Европы». Одно из немногих строений центра Роттердама, уцелевших во время ковровой бомбардировки 14 мая 1940 года. Ныне входит в список 100 ценнейших памятников архитектуры Голландии.
Архитектор Виллем Моленбрук, побывав в США, был вдохновлён первыми небоскрёбами Нью-Йорка и Чикаго, однако он не хотел слепо копировать заокеанские образцы и спроектировал здание в модном в Европе конца XIX века стиле ар-нуво. Десятиэтажный дом высотой 43 метра на время постройки в 1898 году стал самым высоким в Европе зданием нерелигиозного назначения. Квадратный участок 20 × 20 метров на самом берегу Старой гавани с отметкой 1 метр выше уровня моря был далеко не самым лучшим местом для возведения небоскрёба. Критики говорили, что тяжёлое здание не сможет устоять на мягкой и топкой голландской почве. В целях устойчивости в грунт забили около 1000 свай, а в конструкции здания архитектор предусмотрел две дополнительные несущие стены толщиной до 140 сантиметров.
Опасаясь за сохранность конструкции, городские власти Роттердама позволили размещать в доме не квартиры, а только нежилые помещения. Несколько лет город не давал новых разрешений на строительство высотных зданий, желая убедиться, как поведёт себя небоскрёб на болотистом грунте. Белый дом не только не развалился после окончания строительства, но и пережил немецкую бомбардировку Второй мировой войны, обрушившую все соседние здания. Многочисленные пулевые следы, оставленные боями за Маасские мосты, были убраны при реставрации 1990-х годов.
В отличие от современных ему американских небоскрёбов, роттердамский Белый дом построен, в основном, из кирпича и облицован 120 тысячами белых глазурованных плиток, с орнаментальными вкраплениями плиток жёлтого, синего и красного цвета. Главный фасад фланкирован двумя угловыми эркерами, увенчанными декоративными башенками. Часы на треугольном фронтоне бокового фасада отреставрированы и вновь запущены в 2015 году. Три верхних этажа небоскрёба прячутся под крутой пирамидальной металлической крышей (изнутри она обита листами пробки для теплоизоляции). Пояс окон второго этажа декорирован колоннами с растительным орнаментом, в межоконных нишах — пять аллегорических скульптур Саймона Мидемы, символизирующих промышленность, сельское хозяйство, торговлю, навигацию и прогресс; шестая скульптура («труд») утрачена. Сразу же при постройке здание было оснащено центральным отоплением, газовым освещением и электрическими лифтами.
В XXI веке Белый дом по-прежнему служит офисом (до 2018 года — фирмы Westermeijer Group, а после — фирмы Calex); свободного доступа внутрь здания нет. Однако туристы могут подняться лифтом на крышу, откуда с обзорной площадки открывается вид на центр Роттердама и гавань.